# Vallon de Saint-Imier
Le vallon de Saint-Imier est une vallée du massif du Jura située en Suisse, dans le canton de Berne.

## Géographie
Long de 28 km et large de 2 à 3 km en moyenne, le vallon de Saint-Imier est situé entre l'anticlinal du Chasseral au sud-est et l'anticlinal de la montagne du Droit au nord-ouest. Le vallon se resserre à Frinvillier et se prolonge par les gorges du Taubenloch. Il est irrigué par la Suze.
Le vallon de Saint-Imier est un synclinal qui fut érodé par le glacier du massif jurassien de la dernière glaciation. Le fond du vallon est principalement constitué de dépôts morainiques datant de cette période. Les pentes de la vallée sont constituées principalement de dépôts morainiques, d'éboulis, de calcaires du Jurassique supérieur et par endroits de calcaires datant du Valanginien.